# نور دین می گوانگ‌جیانگ
حاجی نور دین می گوانگ‌جیانگ (زاده ۱۹۶۳) استاد خوشنویسی اسلامی و به ویژه در سبک خوشنویسی سینی (خطی که مسلمانان چینی برای نوشتن متون عربی بکار می‌برند) است. او در استان شاندونگ زاده شده و در مدرسه اسلامی ژنگژو در استان هنان چین درس می‌دهد. او همچنین پژوهشگر فرهنگ اسلام در آکادمی علوم هنان است. او در سال ۱۹۹۷ جایزه خوشنویسی عربی قاهره را برد و عضو انجمن خوشنویسان مصر درآمد. او اولین مسلمان چینی است که موفق به دریافت این جایزه شد.

## نگارخانه

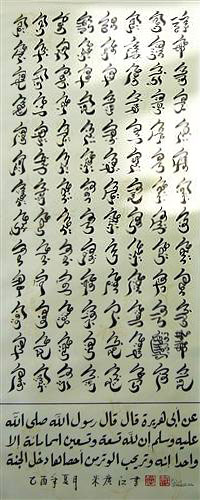
نام‌های الله به عربی و با خط سینی، ظاهر نوشته‌ها بسیار به خوشنویسی چینی شباهت دارد بطوریکه با زبان چینی اشتباه گرفته می‌شود. نوشته شده بدست حاجی نور دین.